# Бронко Билли
«Бронко Билли» (англ. Bronco Billy) — американский фильм-вестерн 1980 года режиссёра Клинта Иствуда, главные роли в котором сыграли сам Иствуд и Сондра Локк. Картина имела скромный кассовый успех, была высоко оценена критиками.

## Сюжет
Заглавный герой фильма — владелец «Шоу Дальнего Запада», который случайно встречает в маленьком городке наследницу большого состояния Антуанетту Лили. Обманутая и брошенная на произвол судьбы своим женихом Арлингтоном, Лили соглашается выступать в шоу Бронко Билли. Постепенно она проникается тёплыми чувствами к членам труппы. Цирковый шатёр шоу однажды ночью сгорает дотла. Чтобы раздобыть денег, Бронко и остальные решают ограбить поезд в традициях вестерна, но эта затея терпит крах. Шоу находит временный приют в психиатрической больнице, там Бронко и Антуанетта проводят вместе ночь, но вскоре они случайно встречают Арлингтона. Тот поднимает скандал, шоу уезжает без Лили.
Антуанетта возвращается домой, но она скучает по Бронко и цирковой жизни. Наконец, она появляется перед началом очередного концерта и выступает в составе труппы.

## В ролях
- Клинт Иствуд — Бронко Билли
- Сондра Локк — Антуанетта Лили
- Хэнк Уорден — механик
- Дэн Вадис

## Создание и оценки
Съёмки фильма проходили в 1979 году в американских штатах Айдахо, Орегон и Нью-Йорк. Бюджет картины составил пять миллионов долларов. Сборы превысили эту сумму примерно в пять раз (25 миллионов), но Иствуд остался разочарованным: он ожидал большего. Критики встретили «Бронко Билли» очень доброжелательно. Джанет Маслин из The New York Times высоко оценила режиссуру и искусное сочетание «старого» и «нового» американского Запада. Биограф Иствуда Ричард Шикель счёл «Бронко Билли» самой яркой работой режиссёра о себе.